# Belabaja
Belabaja is een bestuurslaag in het regentschap Lembata van de provincie Oost-Nusa Tenggara, Indonesië. Belabaja telt 735 inwoners (volkstelling 2010).